# Jon Andoni Goikoetxea
Jon Andoni Goikoetxea Lasa (ur. 21 października 1965 w Pampelunie) – hiszpański piłkarz występujący na pozycji prawego lub środkowego pomocnika lub napastnika. Najlepsze lata jego kariery przypadły na lata dziewięćdziesiąte.
Przez większą część swojej kariery grał w klubach z Primera División. Dopiero jako ostatni swój klub wybrał z miasta Jokohama, z Japonii. Grał w klubach: Osasuna Pampeluna, Real Sociedad, FC Barcelona, Athletic Bilbao. Był też powoływany na mecze reprezentacji Hiszpanii. Grał też w japońskim klubie Yokohama F. Marinos, który występował w lidze J-League.
W Reprezentacji Hiszpanii rozegrał 36 meczów, w latach 1990 – 1996. Debiutował dnia 12 września 1990 roku na meczu Hiszpania – Brazylia, zakończonym wynikiem 3:0 dla Hiszpanów.